# Église des Frères
L'Église des Frères (en anglais Church of the Brethren) est une confession chrétienne évangélique anabaptiste internationale. Son siège est à Elgin (Illinois) aux États-Unis. Elle est issue de la  Communauté des Frères de Schwarzenau (en) (en allemand allemand : die Schwarzenauer Neutäufer, « les anabaptistes de Schwarzenau »), communauté qui avait été fondée en 1708 par Alexander Mack à Schwarzenau, en Allemagne. Historiquement, l'Église des Frères a pris position pour la non-violence et le pacifisme - c'est l'une des trois églises pacifistes historiques aux côtés des mennonites et des quakers. Ses pratiques distinctives incluent le baptême du croyant par immersion, un triple festin d'amour (love feast) consistant en un lavement des pieds, un repas de fraternité et une communion, l'onction pour la guérison et le baiser de paix.

## Historique

### Débuts
La première congrégation de l’Église des Frères a été établie aux États-Unis en 1723. Ces communautés se sont fait connaître sous des noms divers comme les « Dunkards » ou « Dunkers » (« plongeurs », en raison de leur pratique du baptême par immersion), ou plus formellement sous le nom de « Frères baptistes allemands ». L'Église des Frères est la plus grande confession issue des Frères de Schwarzenau. Elle a adopté son nom actuel en 1908. En 2019, la confession comptait 98 680 membres et 978 congrégations aux États-Unis et à Porto Rico.

### Évolution
L'ensemble des communautés ont émigré en Amérique entre 1719, et en 1730. D'abord implantés en Pennsylvanie, ils se sont répandus plus à l'ouest au fur et à mesure du développement des États-Unis. Pendant la plus grande partie du XIXe siècle, les Frères ont cherché à rester séparés de la société. Ils portaient une tenue prescrite, construisaient des maisons de réunion simples et continuaient à parler allemand à la maison et à l'église. 

### XXesiècle

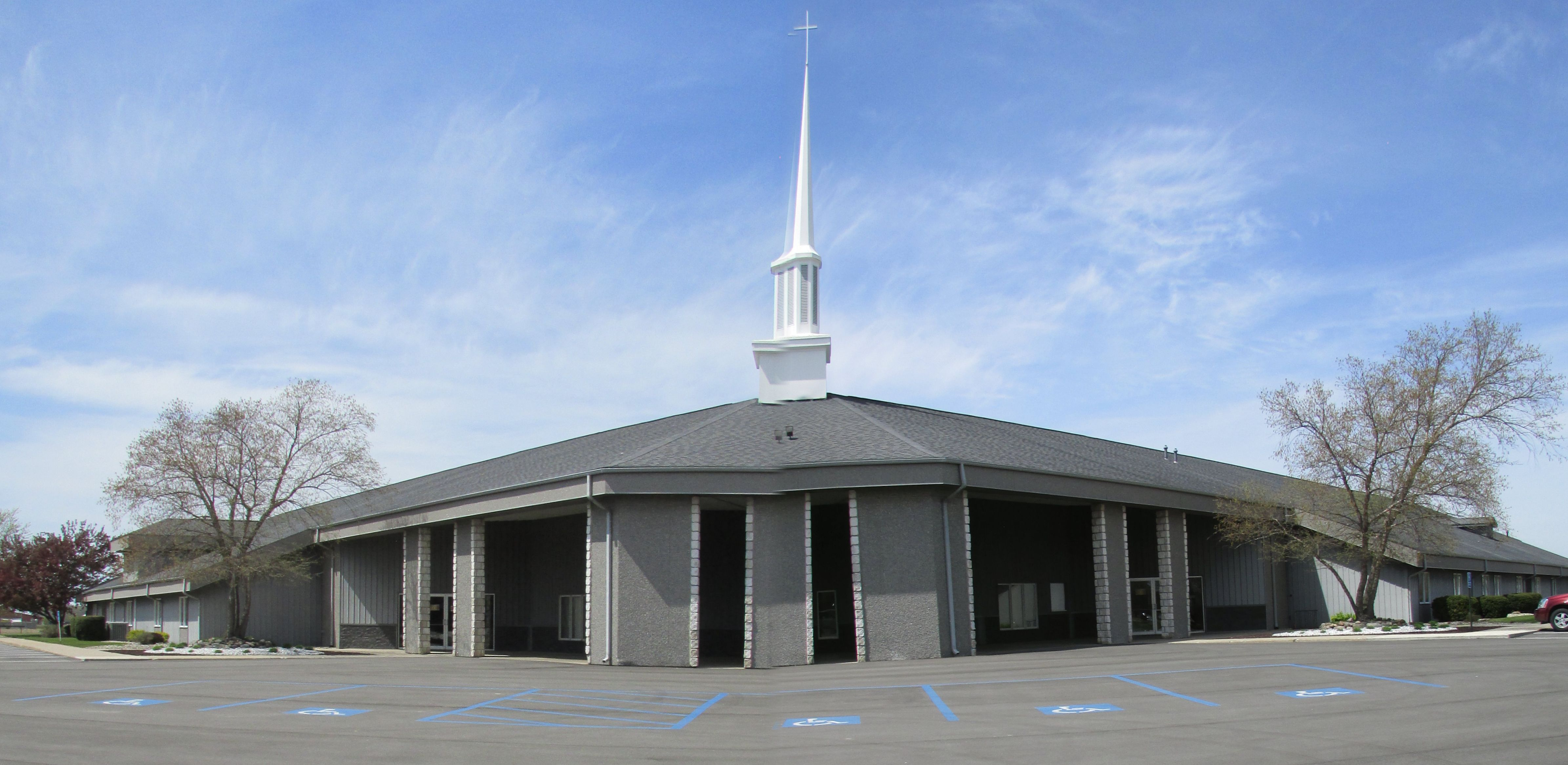
Nappanee First Brethren Church, Indiana, États-Unis.

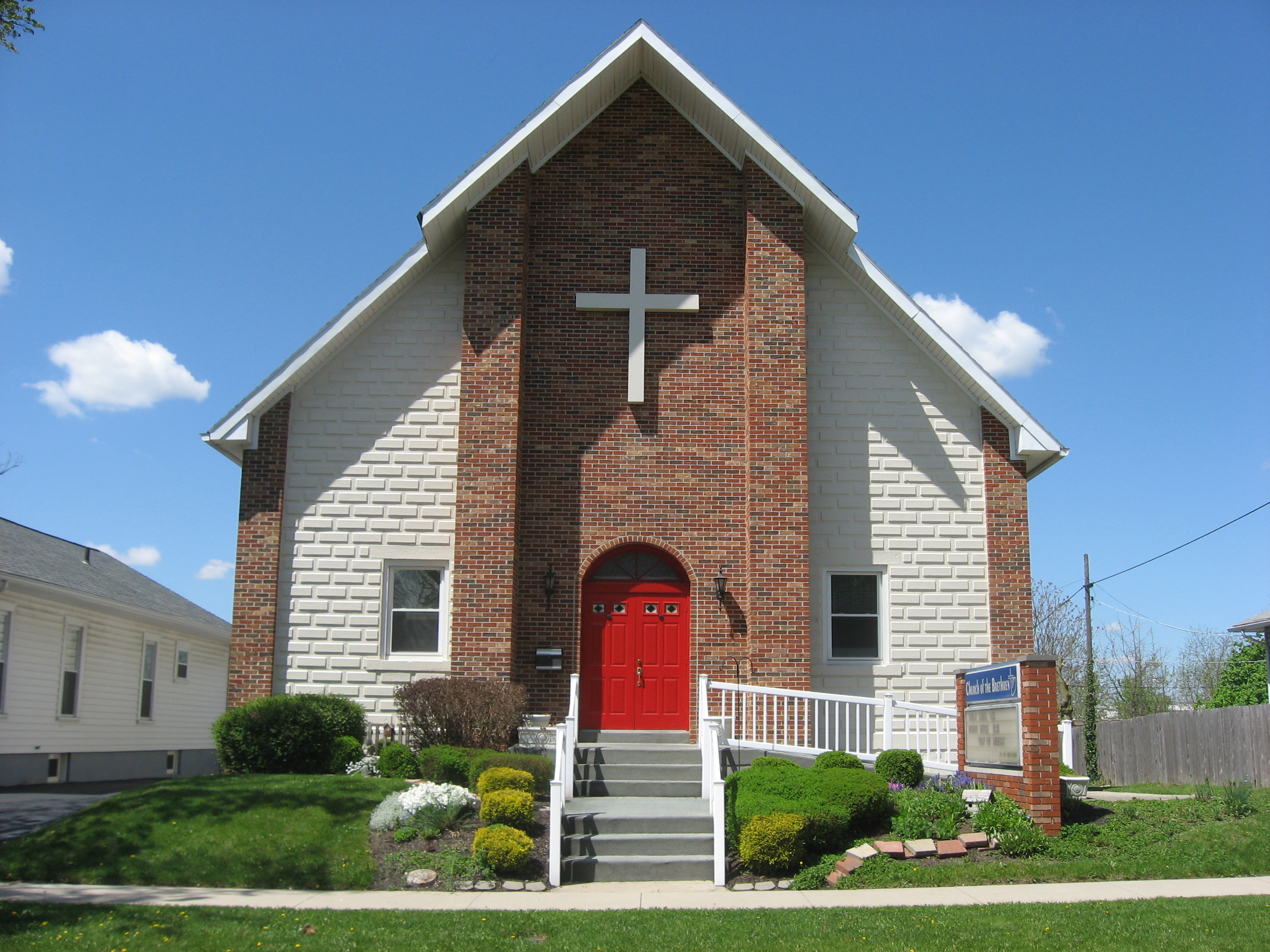
Bellefontaine (Ohio) Church of the Brethren, Ohio, États-Unis.

Au début du XXe siècle, les Frères sont graduellement devenus moins ethniques et plus ouverts aux autres nationalités . En effet, en 1908, les Frères ont changé leur nom officiel de « Frères baptistes allemands » en « Église des Frères ». 
À partir du début du XXe siècle, l'Église des Frères a beaucoup investi dans des missions étrangères en Inde, en Chine et dans d'autres pays. Ils ont également embrassé le mouvement de tempérance américain, qu'ils avaient d'abord rejeté.
La position pacifiste de la confession a été mise à l'épreuve lorsque les délégués à la Conférence de Goshen à Goshen, Indiana, ont adopté la Déclaration de 1918 sur la guerre et la violence vers la fin de la Première Guerre mondiale pour aborder la question des objecteurs de conscience. En juillet de la même année, les dirigeants de la conférence ont été menacés de sanctions par le gouvernement américain en vertu de la loi sur la sédition. Les dirigeants de l'église ont accepté de retirer la déclaration de la circulation. Au cours de la Deuxième Guerre mondiale, 80% des membres de la communauté des Frères ont accepté le service armé et 10% d'autres ont travaillé dans les services de santé des armées. 
Au cours des années 1940 et 1950, les actions humanitaires se sont multipliées au sein de la confession et l'ont dynamisée. Le travail avait pour base le Brethren Service Centre à New Windsor, Maryland, après que l’Église y eut acheté un ancien campus universitaire à cette fin. De nombreux frères ont rejoint le Brethren Volunteer Serviceet Heifers for Relief, devenu ensuite Heifer International . Les Frères ont aidé à établir le Christian Rural Overseas Program (CROP), qui était à l'origine hébergé au Bethany Biblical Seminary, le séminaire des Frères à Oak Brook, Illinois.
De la fin de la Seconde Guerre mondiale à nos jours, les Frères ont continué à être actifs dans le service et les missions à travers le monde. Des différences ont subsisté, avec certains frères, églises ou districts en désaccord sur des questions telles que l'autorité biblique, l'ordination des femmes, l'homosexualité, le changement climatique et l'œcuménisme .
La conférence annuelle de 1958 à Des Moines (Iowa) a amené divers changements . L'ordination pastorale a été ouverte aux femmes, la fête de l'amour a été ouverte aux membres de n'importe quelle église et ainsi que la communion du pain et de la coupe en dehors de la fête de l'amour, et elle a décidé de reconnaitre le baptême du croyant de chrétiens provenant d’autres confessions pour ceux qui veulent être membres, sans demander un rebaptême par triple immersion.
Lors de la conférence annuelle à Ocean Grove (New Jersey) l'année suivante, un groupe de Frères conservateurs a répondu en formant la Brethren Revival Fellowship (BRF). Le BRF préconise une tenue simple, l'inerrance biblique, la discipline de l'église et une compréhension évangélique de la foi. Il a critiqué l'implication de la confession dans des causes politiques et sociales, ainsi que son association avec le Conseil œcuménique des Églises et le Conseil national des Églises américain.

## Statistiques
Selon un recensement de la confession publié en 2020, elle aurait 11 confessions membres dans 11 pays, environ 2,600 églises et 600,000 membres baptisés.
Le nombre de membres a augmenté dans la première partie du XXe siècle et a culminé au début des années 1960 à environ 200 000. Les États américains avec le plus de membres sont la Pennsylvanie, la Virginie, l'Indiana, le Maryland et la Virginie-Occidentale.

### Implantation internationale
L'Église des Frères a connu une baisse régulière du nombre de ses membres depuis le milieu du XXe siècle. Malgré ce déclin général, une croissance s'est produite dans certaines régions grâce à l'implantation d'églises et à l'évangélisation.
L'Église des Frères s'est notamment implantée en République dominicaine (où elle est appelée Iglesia de los Hermanos), à Haïti (Eglise des Frères Haitiens), au Brésil et en Espagne.
Au Nigéria, l'Église des Frères est connue sous le nom haoussa : Ekklesiyar Yan'uwa a Nigeria, ou EYN, littéralement « Église des enfants de la même mère ». Le travail missionnaire a commencé au Nigeria en 1923. L'adhésion d'EYN, qui doit être renouvelée chaque année, a atteint 148 000 membres en 2002, dépassant le nombre des membres de l'église mère basée aux États-Unis. 
En Équateur, la mission de l’Église des Frères existante depuis 1945 a fusionné en 1965 avec la Mission indienne unie des Andes, pour former l'Église évangélique unie, maintenant l'Église évangélique méthodiste unie de l'Équateur. 
En Inde, de la même manière,la mission a fusionné  en 1970 avec les anglicans, les baptistes, les disciples du Christ et les presbytériens pour former l'Église de l'Inde du Nord, bien que certaines congrégations aient fait sécession par la suite.

## Croyances
Elle n’a pas de confession de foi formelle et considère le Nouveau Testament comme son guide pour la vie chrétienne. Toutefois, elle adhère aux croyances de l'Église de professants, notamment pour le baptême du croyant .

## Éducation

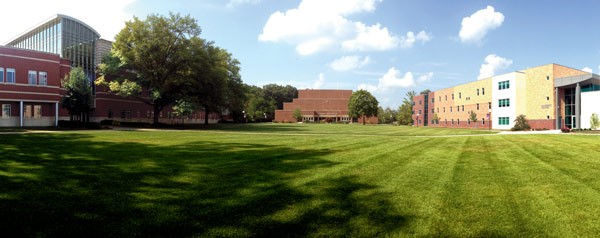
Université de Manchester à North Manchester, Indiana.

Elle a établi diverses universités, principalement aux États-Unis.